# Honda RVF 400
La Honda RVF 400 (chiamare anche Honda NC35) è una motocicletta sportiva prodotta dalla casa motociclistica giapponese Honda prodotta dal gennaio 1994 al 1996.

## Descrizione
Il modello è spinto da un motore a quattro tempi a quattro cilindri V4 di 90° dalla cilindrata di 399 cm³, con distribuzione con doppio albero a camme in testa (DOHC) a quattro valvole per cilindro, per un totale di 16.
Rispetto alla VFR 400R dal quale condivide alcune caratteristiche, sulla RVF 400R sono presenti forcelle anteriori del tipo a steli rovesciati, la ruota posteriore monta una gomma da 17", ci sono due prese d'aria che alimentano l'airbox e nuovi fanali anteriori.
I carburatori dell'RVF sono stati modificati in con diametro inferiore da 30 mm. La fasatura delle valvole è stata rifatta, con le valvole di scarico che si aprono prima e si chiudono più tardi. La posizione del motore è stata spostata venendo montato più in basso. Lo scarico presenta silenziatore e collettore separati.
Il telaio è stato completamente ridisegnato, con modifiche sia agli attacchi del motore che alla geometria dello sterzo.
Il forcellone è più stretto (192 mm contro 202 mm) e scorre su un perno dal diametro inferiore (17 mm contro 22 mm), con il mozzo posteriore e i punti di attacco del freno modificati.
I freni anteriori sono composti da pinze a 4 pistoncini contrapposti, con i pistoncini posteriori che sono stati aumentati di diametro passando da 25,4 mm a 27 mm.